# Гусь (река)
Гусь — река в Рязанской и Владимирской областях России, левый приток Оки. Длина реки — 147 километров. Площадь водосборного бассейна — 3910 км².
Истоки находятся в районе деревни Арсамаки (Гусь-Хрустальный район Владимирской области), а устье за пристанью Забелино Касимовского района Рязанской области, образуя небольшое озеро.
Течение реки — в основном через лесистую местность, реже — через луга. Ширина — от 5 до 10 метров, реже, на поворотах, до 20.
Глубина 1—1,4 метра. Берега пологие, заросшие травой, кустарником и деревьями.
В ноябре замерзает до апреля.
В верхнем течении реки Гусь построены два искусственных водоёма — водохранилище у деревни Александровка (Гусь-Хрустальный район) и Городское водохранилище в городе Гусь-Хрустальный. Наполнение обоих водохранилищ происходит за счёт весеннего стока.
На реке расположено множество поселений с родственными топонимами (Гусь-Хрустальный, Гусевский, Гусь-Железный, деревня Гусь-Парахино, Гусевский Погост), а также различные ДОЛ, турбазы, профилактории; около посёлка Гусь-Железный детский санаторий.
По мнению В. А. Никонова, название реки происходит не от русского слова «гусь», а из того же неизвестного субстратного языка, которому принадлежат другие топонимы на -ус в том же регионе (ср. Чарус, Ибердус и др.)

## Данные водного реестра
По данным государственного водного реестра России, относится к Окскому бассейновому округу, водохозяйственный участок реки — Ока от водомерного поста у села Копоново до впадения реки Мокша, речной подбассейн реки — бассейны притоков Оки до впадения Мокши. Речной бассейн реки — Ока.
Код объекта в государственном водном реестре — 09010102312110000026498.

### Притоки (км от устья)
| - 12 км: река Колпь (лв) - 20 км: река Нарма (пр) - 49 км: река Мисерва (пр) - 55 км: река Дандур (пр) - 77 км: река Нинур (пр) - 84 км: ручей Сентур (руч. Чёрная Речка) (лв) | - 90 км: река Нинор (Бочка) (пр) - 100 км: река Пынсур (пр) - 103 км: река Шершул (Енпуш) (лв) - 105 км: река Насмур (пр) - 112 км: река Вековка (лв) - 122 км: река Канава Смоляная (пр) |

## Галерея
- Водохранилище на реке Гусь в городе Гусь-Хрустальный
- Река Гусь в селе Погост Касимовского района
- Впадение реки Гусь в Оку